# La Mulatière
La Mulatière település Franciaországban, Métropole de Lyon különleges státuszú nagyvárosban (métropole: nagyjából „megyei jogú város”). Lakosainak száma 6554 fő (2022. január 1.). La Mulatière Sainte-Foy-lès-Lyon, Lyon és Oullins-Pierre-Bénite községekkel határos.

## Népesség
A település népességének változása:
| Lakosok száma | 6526 | 6260 | 6411 | 6334 | 6431 | 6524 | 6617 | 6595 | 6554 |
|               | 2013 | 2015 | 2016 | 2017 | 2018 | 2019 | 2020 | 2021 | 2022 |